# Kūteh Kūmeh
Kūteh Kūmeh är en ort i Iran.   Den ligger i provinsen Gilan, i den nordvästra delen av landet, 400 km nordväst om huvudstaden Teheran. Kūteh Kūmeh ligger 78 meter över havet och antalet invånare är 906.
Terrängen runt Kūteh Kūmeh är varierad. Runt Kūteh Kūmeh är det ganska glesbefolkat, med 45 invånare per kvadratkilometer. Närmaste större samhälle är Āstārā, 15,1 km norr om Kūteh Kūmeh. I omgivningarna runt Kūteh Kūmeh växer i huvudsak blandskog.